# بول شاتز
بول شاتز (22 ديسمبر 1898 ، كونستانس - 7 مارس 1979) هو نحات ومخترع وعالم رياضيات ألماني المولد حصل على براءة اختراع في أولويد واكتشف انعكاسات الحجوم الأفلاطونية ، بما في ذلك "المكعب العكسي" ، والذي يباع غالبًا كأحجية، مكعب شاتز. عاش في سويسرا من عام 1927 حتى وفاته.
1. 1 2 3 4 5 6  أرشيف الفنون الجميلة، QID:Q10855166